# クレイ・コラード
クレイ・コラード（Clay Collard、1993年3月10日 - ）は、アメリカ合衆国の男性総合格闘家、プロボクサー。ユタ州ペイソン出身。チーム・ボナファイド所属。

## 来歴
6歳からレスリング を始め、並行して11歳からボクシングを始めた。

### 総合格闘技
2010年にプロ総合格闘技デビュー。ローカル団体で18戦13勝の戦績を残した。

#### UFC
2014年8月23日、UFC初参戦となったUFC Fight Night: Henderson vs. dos Anjosでマックス・ホロウェイと対戦し、パウンドで3RTKO負け。
2014年12月6日、UFC 181でアレックス・ホワイトと対戦し、3-0の判定勝ち。

#### PFL
2021年4月23日、PFL 1で元UFC世界ライト級王者アンソニー・ペティスと対戦し、3-0の判定勝ちを収め3ポイントを獲得。6月10日、PFL 4でジョイルトン・ルッターバッハと対戦し、2-1の判定勝ちを収め3ポイントを獲得し、合計6ポイントでプレーオフ進出を果たした。
2021年8月13日、PFL 7のライト級トーナメント準決勝でハウシュ・マンフィオと対戦し、0-3の判定負け。
2023年4月14日、PFL 3で西川大和と対戦し、3-0の判定勝ちを収め3ポイントを獲得。6月23日、PFL 6でスティービー・レイと対戦し、パウンドで2RTKO勝ちを収め5ポイントを獲得し、合計8ポイントでプレーオフ進出を果たした。
2022年8月23日、PFL 9のライト級トーナメント準決勝でシェーン・ブルゴスと対戦し、3-0の判定勝ち。11月24日、PFL 10のトーナメント決勝で前年のライト級トーナメント優勝者オリビエ・オービン＝メルシエと対戦し、善戦するも0-3の5R判定負け。準優勝となった。
2024年4月12日、PFL 2で元Bellator世界ライト級王者パトリッキー・ピットブルと対戦し、スタンドパンチ連打で2RTKO勝ちを収め5ポイントを獲得。

### プロボクシング
当初、コラードは総合格闘技における打撃スキルを向上させるためにボクシングのトレーニングを行っていたが、自動車の修理費用が必要だったため、急遽プロボクシングの試合を行うこととなった。2017年6月9日、プロデビュー戦を行い、4回2-1の判定勝ちを収めた。
2019年11月2日、ネバダ州ラスベガスのMGMグランド・ガーデン・アリーナにてサウル・アルバレス対セルゲイ・コバレフの前座でリオデジャネイロオリンピック銀メダリストのベクテミル・メリクジエフと対戦し、4回2分22秒TKO負け。

## 人物・エピソード
- ニックネームの「カシアス」（Cassius）は、ボクシング世界ヘビー級王者モハメド・アリの旧名「カシアス・クレイ」（Cassius Clay）に因んだものである。
- 既婚者であり、4人の息子がいる[11]。

## 戦績

### 総合格闘技
| 総合格闘技 戦績 | 総合格闘技 戦績 | 総合格闘技 戦績 | 総合格闘技 戦績 | 総合格闘技 戦績 | 総合格闘技 戦績 | 総合格闘技 戦績 |
| --------------- | --------------- | --------------- | --------------- | --------------- | --------------- | --------------- |
| 41 試合         | (T)KO           | 一本            | 判定            | その他          | 引き分け        | 無効試合        |
| 25 勝           | 12              | 3               | 10              | 0               | 0               | 1               |
| 15 敗           | 2               | 4               | 9               | 0               | 0               | 1               |

| 勝敗 | 対戦相手                         | 試合結果                                         | 大会名                                                                                     | 開催年月日     |
| ×    | アルフィー・デイビス             | 1R 2:12 TKO（スピニングバックエルボー→パウンド） | PFL 2025 World Tournament 【2025年PFLライト級トーナメント1回戦】                           | 2025年4月18日  |
| ×    | ブレント・プリムス               | 5分3R終了 判定0-3                                | PFL 8 【2024年PFLライト級トーナメント準決勝】                                              | 2024年8月21日  |
| ×    | マッズ・バーネル                 | 5分3R終了 判定0-3                                | PFL 5 【2024年PFLライト級トーナメント・レギュラーシーズン2回戦】                           | 2024年6月21日  |
| ○    | パトリッキー・ピットブル         | 2R 1:32 TKO（スタンドパンチ連打）                | PFL 2 【2024年PFLライトヘビー級トーナメント・レギュラーシーズン1回戦】                     | 2024年4月12日  |
| ×    | AJ・マッキー                     | 1R 1:10 腕ひしぎ十字固め                         | PFL vs. Bellator: Champs                                                                   | 2024年2月24日  |
| ×    | オリビエ・オービン＝メルシエ     | 5分5R終了 判定0-3                                | PFL 10 【2023年PFLライト級トーナメント決勝】                                               | 2023年11月24日 |
| ○    | シェーン・ブルゴス               | 5分3R終了 判定3-0                                | PFL 9 【2023年PFLライト級トーナメント準決勝】                                              | 2023年8月23日  |
| ○    | スティービー・レイ               | 2R 1:04 TKO（パウンド）                          | PFL 6 【2023年PFLライト級トーナメント・レギュラーシーズン2回戦】                           | 2023年6月23日  |
| ○    | 西川大和                         | 5分3R終了 判定3-0                                | PFL 3 【2023年PFLライト級トーナメント・レギュラーシーズン1回戦】                           | 2023年4月14日  |
| ×    | アレクサンダー・マルティネス     | 5分3R終了 判定1-2                                | PFL 4 【2022年PFLライト級トーナメント・レギュラーシーズン2回戦】                           | 2022年6月17日  |
| ○    | ジェレミー・スティーブンス       | 5分3R終了 判定3-0                                | PFL 1 【2022年PFLライト級トーナメント・レギュラーシーズン1回戦】                           | 2022年4月20日  |
| ×    | ハウシュ・マンフィオ             | 5分3R終了 判定0-3                                | PFL 7 【2021年PFLライト級トーナメント準決勝】                                              | 2021年8月13日  |
| ○    | ジョイルトン・ルッターバッハ     | 5分3R終了 判定2-1                                | PFL 4 【2021年PFLライト級トーナメント・レギュラーシーズン2回戦】                           | 2021年6月10日  |
| ○    | アンソニー・ペティス             | 5分3R終了 判定3-0                                | PFL 1 【2021年PFLライト級トーナメント・レギュラーシーズン1回戦】                           | 2021年4月23日  |
| ○    | ランドール・ウォレス             | 5分3R終了 判定3-0                                | Final Fight Championship 35: Egli vs. Holt                                                 | 2019年4月19日  |
| ○    | ルーカス・モントーヤ             | 1R 3:30 TKO（パンチ連打）                        | SteelFist Fight Night: March Madness 【SteelFist Fight Nightライト級タイトルマッチ】       | 2019年3月22日  |
| ×    | ダリック・ミナー                 | 1R 0:32 リアネイキドチョーク                     | Final Fight Championship 33: Chub vs. Vrtačić                                              | 2018年11月2日  |
| ○    | カーソン・グレゴリー             | 2R 3:07 三角絞め                                 | SteelFist Fight Night 57 【SteelFist Fight Nightウェルター級タイトルマッチ】               | 2018年4月13日  |
| ○    | トロイ・デニソン                 | 1R 0:46 TKO（パンチ連打）                        | SteelFist Fight Night 55: Opposites Attack 【SteelFist Fight Nightライト級タイトルマッチ】 | 2018年1月13日  |
| ×    | チアゴ・トラトール               | 5分3R終了 判定1-2                                | UFC 191: Johnson vs. Dodson 2                                                              | 2015年9月5日   |
| ×    | ガブリエル・ベニテス             | 5分3R終了 判定0-3                                | UFC 188: Velasquez vs. Werdum                                                              | 2015年6月13日  |
| ○    | アレックス・ホワイト             | 5分3R終了 判定3-0                                | UFC 181: Hendricks vs. Lawler 2                                                            | 2014年12月6日  |
| ×    | マックス・ホロウェイ             | 3R 3:47 TKO（パウンド）                          | UFC Fight Night: Henderson vs. dos Anjos                                                   | 2014年8月23日  |
| ○    | ニック・コンプトン               | 5分3R終了 判定3-0                                | Showdown Fights 14: Heavyweight Collision                                                  | 2014年6月28日  |
| ○    | ジェイソン・ブレントン           | 5分3R終了 判定3-0                                | Showdown Fights 13: Lopez vs. Castillo                                                     | 2014年1月24日  |
| ○    | ジャスティン・ブッフホルツ       | 5分5R終了 判定2-1                                | Showdown Fights 12: Buchholz vs. Collard 2 【Showdown Fightsライト級タイトルマッチ】       | 2013年9月28日  |
| －   | ジョーダン・クレメンツ           | ノーコンテスト（コラードの禁止薬物失格）         | Showdown Fights 10: Collard vs. Clements                                                   | 2013年2月8日   |
| ○    | スティーブ・シャープ             | 5分3R終了 判定2-0                                | Showdown Fights 9: Buchholz vs. Castillo                                                   | 2012年11月16日 |
| ×    | ジャスティン・ブッフホルツ       | 3R 1:35 ギロチンチョーク                         | Showdown Fights 8: Burkman vs. Yager                                                       | 2012年8月25日  |
| ○    | スティーブ・ウォルサー           | 1R 0:44 TKO（パンチ連打）                        | Showdown Fights 7: Uprising                                                                | 2012年5月4日   |
| ○    | スコット・ケイシー               | 1R 4:36 リアネイキドチョーク                     | Rocky Mountain Fight Championships 3                                                       | 2012年3月24日  |
| ○    | ダスティン・コリンズ             | 1R 5:00 TKO（棄権）                              | Rocky Mountain Fight Championships 2                                                       | 2012年1月14日  |
| ○    | ルーク・ピアース                 | 1R 2:47 TKO（パンチ連打）                        | Flash Academy MMA: Fight Night Explosion                                                   | 2011年11月26日 |
| ○    | ドレイトン・ウッズ               | 1R 3:07 リアネイキドチョーク                     | Crown Fighting Championships 4                                                             | 2011年10月29日 |
| ×    | デビッド・カスティージョ         | 5分3R終了 判定0-3                                | Jeremy Horn's Elite Fight Night 14                                                         | 2011年9月30日  |
| ×    | オリバー・パーカー               | 5分3R終了 判定0-3                                | Moab Combat Sports: Red Rock Rumble 4                                                      | 2011年9月24日  |
| ○    | カイル・ヘレーラ                 | 3R 1:54 TKO（コーナーストップ）                  | Fight King: Fight for the Cops                                                             | 2011年8月17日  |
| ×    | ホセ・サルガド                   | 2R 2:38 リアネイキドチョーク                     | Crown Fighting Championships 3                                                             | 2011年6月18日  |
| ○    | ケビン・ハンビー・ジェイコブソン | 1R 1:10 TKO（パンチ連打）                        | Flash Academy MMA: Mayhem & Motocross MMA Fight Night                                      | 2011年5月14日  |
| ○    | カイファー・デトレス             | 2R 2:02 TKO（パンチ連打）                        | Fight Kings 7: No Mercy                                                                    | 2011年4月2日   |
| ○    | ダニエル・ルイス                 | 1R 2:11 TKO（パンチ連打）                        | Moab Combat Sports: Red Rock Rumble 3                                                      | 2011年3月26日  |

### ボクシング
- プロボクシング：18戦 9勝 (4KO) 6敗 3分

## 獲得タイトル
- SteelFist Fight Nightウェルター級王座（2018年）
- SteelFist Fight Nightライト級王座（2018年）
- Showdown Fightsライト級王座（2013年）